# Il–20M
Az Il–20M (oroszul: Ил–20М, NATO-kódja: Coot) szovjet rádióelektronikai felderítő repülőgép, amely az Il–18D utasszállító repülőgépen alapul. 1968-ban repült először, 1969-ben állították szolgálatba. Oldalra néző rádiólokátorral, optikai és optoelektronikai érzékelőkkel szerelték fel. Az Orosz Légierőben még szolgálatban áll. A jövőben a fejlesztés alatt álló Tu–214R felderítő repülőgép váltja fel.

## Története
A Szovjetunió Minisztertanácsának Hadiipari Bizottsága (VPK) 1965. március 23-án bízta meg az OKB–240 tervezőirodát az Il–18 utasszállító repülőgépen alapuló rádióelektronikai felderítő repülőgép kifejlesztésével. Az Il–18-as kiválasztására ebben az időben logikus lépés volt, hiszen a gép az elektronikai eszközök és a kezelőszemélyzet befogadásához megfelelően nagy méretű volt, hatótávolsága a gazdaságos üzemű légcsavaros gázturbináknak köszönhetően kellően nagy volt, a rádióelektronikai felderítés pedig nem igényelt a célterülethez nagyon közeli repülést, így beépített fegyverzetre nem volt szükség. A fejlesztés során a gép a 17-es gyártmány (Izgyelije 17) gyári kódnevet kapta.
A prototípus megépítéséhez a Znamja Truda gyárban egy elkészült új Il–18D-t vettek alapul és ezt alakították át felderítő repülőgéppé. A prototípus elkészítése 1967. május 6-án kezdődött. A beépített nagyszámú elektronikai berendezés miatt a gép törzsét helyenként meg kellett erősíteni. A kis létszámú személyzet miatt a gép utasteréből eltávolították az utasszállító funkcióhoz szükséges berendezéseket és helyiségeket (pl. a WC-k többségét, a csomagtartókat). Átalakították az oxigénrendszert, és a személyzet valamennyi tagja olyan ülést kapott, amelyben ejtőernyővel foglalhatott helyet. Közel egy év alatt elkészült az első prototípus, amely 1968. március 1-jén emelkedett először a levegőbe. A gép parancsnoka Sztanyiszlav Bliznyuk, az Iljusin tervezőiroda fő berepülő pilótája volt. A berepülési programjával 1969-ben végeztek.
2018. 09. 17. napján egy szíriai SA-5 üteg lelőtt egy orosz Il-20M elektronikai felderítő repülőt. A hivatalos jelentés szerint a célba vett izraeli F-16C vadászbombázó közel repült az orosz repülőhöz és a rakéta átállt a nagyobb radarjelű, nagyméretű Il-20-ra. Az állítás azonban hiteltelen, mivel az SA-5 félaktív lokátoros önirányítású rakétája nem magától keresi a célt, hanem az 5N62 tűzvezető radar által besugárzott céljelet követi. E szempontból a rakétát a céltárgy mérete, radar visszhangjának erőssége nem befolyásolja annak célkövetését, a földi vezetési pont dönt erről.